# Санчо VI (король Наварры)
Санчо VI Мудрый (исп. Sancho el Sabio; умер 27 июня 1194, Памплона) — король Наварры с 1150 года, сын короля Гарсии IV и Маргариты д’Эгль.

## Биография
В первые годы своего правления Санчо подписал с Кастилией и Арагоном Тудиленское и Каррионское соглашения, уступив им часть своих территорий. Однако позже он приложил все усилия, чтобы восстановить Наваррское королевство в прежних границах, и добился своего.
Санчо враждовал с графом Барселоны Рамоном Беренгером IV, но с его сыном Альфонсом II подписал мирный договор, и в 1190 году в Борхе даже заключил союз против Кастилии.
Санчо основал ряд монастырей и вывел Наварру на политическую сцену Европы. Он был первым, кто именовал себя «королём Наварры», исключив из титула Памплону.
Дочь Санчо Беренгария Наваррская с 1191 года была супругой короля Англии Ричарда I Львиное Сердце (детей в браке не было).
Санчо VI умер 27 июня 1194 года в Памплоне, где и похоронен.

## Память
Именем Санчо Мудрого назван фонд, созданный в 1955 году и посвящённый сохранению наследия Страны Басков.